# Budapest–Kelebia-vasútvonal
A Budapest–Kunszentmiklós-Tass–Kelebia vasútvonal a MÁV 150-es számú vonala, a nemzetközi törzshálózat: a X. számú páneurópai vasúti korridor tagja. A Duna–Tisza közi homokhátságot és a Bácskát észak–déli irányban átszelve folytatódik (Belgrád–Athén) irányába. A Ferencváros vasútállomás – Soroksári út állomásköz kivételével egyvágányú, végig villamosított.

## Történelem

### A vasútvonal építése
A 19. század első felében a délkelet-európai és balkáni régiók szerepének felértékelődése folytán az Osztrák–Magyar Monarchia a vasúti kapcsolatok kiépítését szorgalmazta. A vasútvonal létesítése már az 1832–1836. évi országgyűlésen is felmerült, de a megvalósítására még további fél évszázadot várni kellett.
A szerb fejedelemséggel 1880. évben kötött vasúti egyezmény alapján Magyarország vállalta, hogy 1883. június 15-éig Budapest-Ferencváros–Szabadka–Újvidék–Zimony-államhatárig kiépíti a vasúti pályát, melynek kivitelezési munkái 1881 augusztusában indultak.
Az elsőrendű, síkvidéki jellegű fővonali vasúti pálya „c” rendszerű (33,25 kg/m tömegű) sínekből, kavicságyazatra épült. Az alépítményéhez szükséges kavicsot Lónyai Menyhért pusztaszentlőrinci birtokán működő bányájából szállították. Ehhez a forgalomhoz épült ki a máig létező „Nagy-Burma” néven ismert, tíz kilométer hosszú Szemeretelep-Soroksár vasútvonal. Budapest állomás és Szabadka állomás között 1882. december 5-én indult meg a vasúti forgalom.
A balkáni szállítások mellett, Bácska kiépülő helyiérdekű vasútjai jelentősen felduzzasztották a fővonal forgalmát. A fővárosból történő irányítás nehézkes volt, a fővonal középpontjában az 1885-re vasúti csomóponttá fejlődő Szabadka számos feladatot átvett. Fontos volt az új fővonal belforgalmi szempontból is, a Duna vonalában fekvő, mezőgazdasági termékeket előállító körzetek  közvetlen kapcsolatba kerültek a fővárossal. Az első világháború kezdetéig ráhordó jellegű helyiérdekű vasútvonalak is létesültek, mint például a Kunszentmiklós-Tass–Dunapataj, Fülöpszállás–Kecskemét, Kiskunfélegyháza–Kiskunhalas, Kiskunhalas–Bácsalmás–Regőce közötti vasútvonalak.

### Az első átépítés
A folyamatosan növekvő forgalom indokolttá tette átbocsátó képességének növelését. Tervbe vették a felépítmény cseréjét 42,8 kg/fm tömegű sínekre, a Szabadkáig vezető második vágány megépítését, valamint a még hiányzó biztosítóberendezések telepítését. Az átépítési munkákat az 1910-es évek elején kezdték meg. A vasútvonal fővárosi része a Soroksári út szintjén haladt. Az Erzsébetfalva–Csepel között épülő BHÉV szárnyvonali kereszteződés elkerülésére 1910–1912 között hatméteres pályaszintkülönbséget alakítottak ki. 1918-ra már több mint 200 kilométer hosszban 42,80 „I” szabványú síneken futottak a vonatok, Budapest-Ferencváros – Kiskunlacháza, valamint Kelebia-Szabadka-Somsichtanya között pedig használatba vették a második vágányt. Kiskunlacháza és Kiskőrös között elkészült a tervezett második vágány alépítménye. Kunszentmiklós-Tassig is már a helyén volt az új sínpár, mindössze a négyötödéig elkészült ágyazati anyag beépítése maradt el. A földmunkákkal Homokszentlőrincig (mai nevén Bösztör) jutottak, Soroksárig kiépült a vonali biztosító berendezés, és elkészült Kiskunlacháza, Kelebia, Szabadka, valamint Zimony állomási biztosítóberendezése. A vesztett háborút követően, az infláció, a MÁV katasztrofális pénzügyi helyzete, valamint a sínek hiánya következtében Soroksár és Kunszentmiklós–Tass között a második vágányt felszedték, mivel a vonal csökkenő forgalma a meghagyását távlatban sem indokolta.

### A második átépítés
Az 1950-es évek végére rendeződött a Jugoszláviához fűződő viszonyunk, ami növelte a belgrádi kapcsolat szerepét. Elkerülhetetlenné vált a vonal fél évszázados felépítményének cseréje is: a korszerűsítést 1960-tól két ütemben végezték, 1962-re Kunszentmiklós-Tassig, 1970-re Kelebiáig jutottak.
A fővonalon - amelynek mentén akkor 21 állomás és kilenc megállóhely volt – a vágányon a 48,3 kg/fm tömegű síneket, "geo" rendszerű kapcsolószerrel, hézagnélküli kivitelben, 65 centiméteres aljbeosztással, előfeszített T, H és L jelű vasbetonaljakra rögzítették. Az új pályát a forgalom fenntartásával általában az egykori, illetve a kijelölt második vágány helyére fektették. Pesterzsébet megállóhely könnyebb megközelítése érdekében 1975-ben aluljáró épült a Ráckevei HÉV és az 1976-1980 között kiszélesített Helsinki út alatt.
1972-ben megkezdődött a fővonal villamosítása: Budapesttől 1978-ra Kunszentmiklósig, 1979-re Kelebiáig, 1980-ra a Kiskunhalast délről elkerülő deltavágány fölé, valamint az államhatárig húzták ki a felsővezetéket. A munkákat D 55 típusú biztosítóberendezés telepítése követte, amelyet 1984-ben helyeztek üzembe.

### Ezredforduló

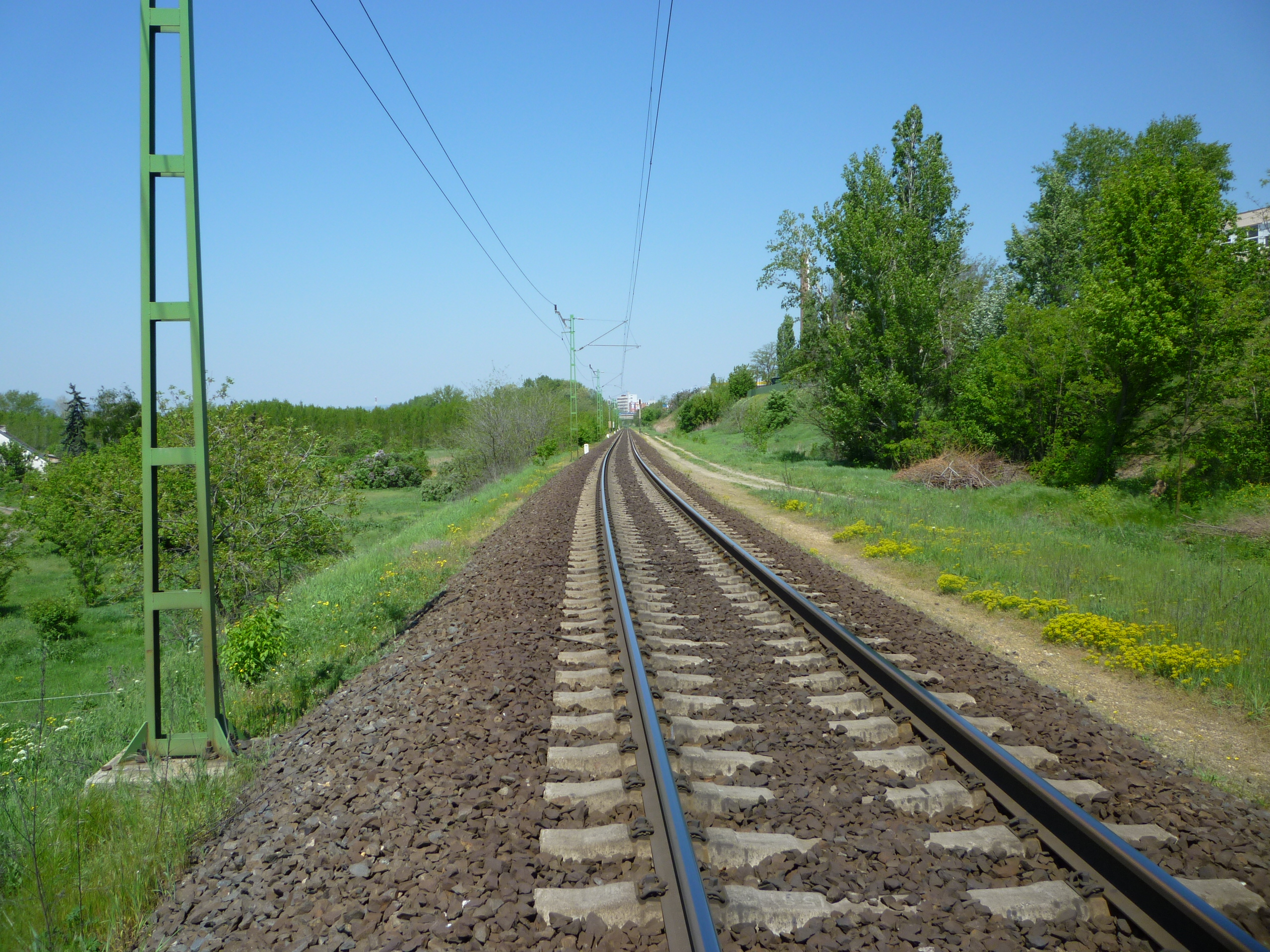
Budapest-Soroksári út és Soroksár állomások között a felújított vonalszakasz

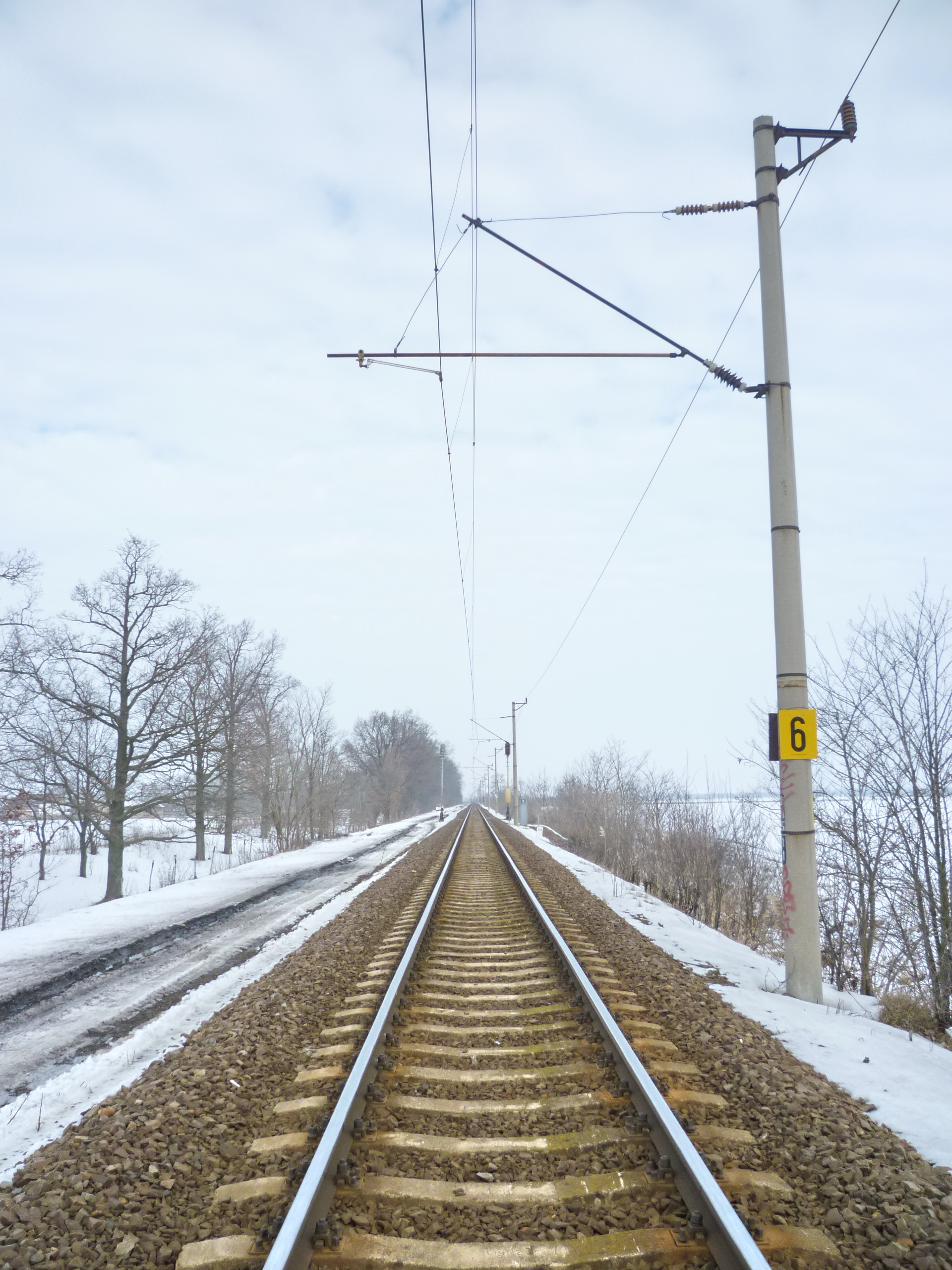
Lassújel Dömsöd és Kunszentmiklós–Tass állomások között

Az 1993. évi kormányhatározat alapján megkezdődött a 2005-ben megszűnt Józsefvárosi pályaudvar hajdani konténertermináljának kiköltöztetése Soroksár külterületére. A 2002–2003-ban felépült Budapesti Intermodális Logisztikai Központ (rövidítve: BILK) egyik előfeltétele volt a fővárosi Ferencváros–Soroksár (konkrétan a Ferencváros vasútállomás - Vecsés út) közötti vonalszakasz rekonstrukciója. Itt a vasúti pályát 2001-ben az alépítményig elbontva újjáépítették 60 kg/fm sínekkel, rugalmas SKL-14 leerősítéssel, LW jelű vasbetonaljakkal, valamint elkészült a második (leendő bal-) vágány alépítménye is. Az átépítés alatt a vonatok az e célból megerősített „Nagy-Burmán” közlekedtek Kőbánya-Kispest felé.

### A harmadik átépítés
Korábbi tervek szerint a vasútvonalat már 2017-ig korszerűsítették volna, a korszerűsítésnek köszönhetően a vonatok engedélyezett sebességét a vonalon 160 km/h-ra emelve.
2014. december 16-án Magyarország, Szerbia, Kína és Észak-Macedónia kormányfője Belgrádban látta el kézjegyével a vasút korszerűsítésről szóló megállapodást. A megállapodás értelmében a vasúttársaságoknak rövid határidővel közösen kellett összeállítania egy végrehajtási ütemtervet, míg a megvalósíthatósági terv elkészítését Kína vállalta magára. Az előzetes egyeztetések és a megállapodás értelmében a kínai fél biztosítja a pénzügyi fedezetet a beruházás összértékének várhatóan 85 százalékára vonatkozó hitelajánlattal. A hitel feltételei attól függnek, hogy milyen mértékű lesz a kínai, illetve ennek megfelelően a magyar és szerb vállalati részvétel a beruházásban. A 2,89 milliárd dolláros (725 milliárd forintos) beruházásról a bukaresti Kelet-Közép-Európa (KKE)-Kína csúcstalálkozón tárgyaltak a felek először. A vonal felújításáról szóló magyar–kínai kormányközi egyezményt az Országgyűlés 2016 áprilisában fogadta el.
2016 őszén a beruházás lebonyolítására létrehozták a Kínai–Magyar Vasúti Nonprofit Zrt-t. A Magyar Nemzet című napilap 2017 áprilisában kormányközeli forrásból arról értesült, hogy elmaradhat a vasútvonal felújítása. A kivitelezésre a kínai–magyar közös irányítású CRE konzorciumot választották ki, melynek 50%-os részese a Mészáros Lőrinc közvetett tulajdonában álló RM International Zrt. A 2,078 milliárd dollár – mintegy 590 milliárd forint – értékű szerződést 2019 júniusában írták alá, és a magyar állam és a kínai Eximbank finanszírozási megállapodásával léphet hatályba, várhatóan 2019 harmadik negyedévében. A beruházás a tervek szerint 2025-re készülhet el.
A munka a 2022. február 1-től elrendelt vágányzár során, Délegyháza és Kiskunhalas állomások között a vasúti pálya felépítményének elbontásával kezdődött el. Májustól Soroksár és Kelebia között teljes vágányzárat hirdettek ki. Azóta ezen a szakaszon ideiglenesen szünetel a vasúti forgalom. 2023. elején elsősorban a déli szakaszon folytak gyorsabb munkálatok, itt a vágányok nagyobb részét már lefektették és megkezdődött a felsővezetékek kiépítése is.

## Pálya
Az 1980-as évek közepétől a vasútvonal általános állapota, korossága, avultsága és a megnövekedett forgalom együttes hatása miatt, a több, egymást követő sebességkorlátozások elkerülése érdekében Soroksár állomástól 80 km/h-s állandó sebességkorlátozás van érvényben. Azonban a pálya műszaki állapotának folyamatos romlása következtében igen gyakran további lassújelekkel tarkított.
A pálya korossága miatt a vasútvonalon engedélyezett legnagyobb sebesség a teljes vonalon 80 km/h. Csupán a Pesterzsébet és Soroksár közötti szakaszon érhető el a 100 km/h sebességű tempó. Balotaszállás–Kunszentmiklós-Tass szakasz összes állomásának területén 60 km/h. Kunszentmiklós-Tass és Kiskunhalas állomások között 60 km/h állandó sebességkorlátozás van érvényben a nyílt vonalon is.

### Iparvágányok

#### Elbontott iparvágányok
1944–1998 között Taksony állomástól iparvágány haladt át a H6-os HÉV „Szigetszentmiklós-Gyártelep” állomásáig. Az összekötés az addig vegyes használatú (vasúti-közúti) Ráckevei-Duna felett átívelő Taksony vezér híd átépítésével szűnt meg. Később a vágányt is elbontották.

#### Üzemen kívüli iparvágányok
- Délegyháza állomásról kiágazó iparvágányok:
  - Kavicsbánya I., II.
- Kiskunlacháza állomásról kiágazó iparvágány:
  - LRI iparvágány (volt szovjet katonai repülőtér)

#### Üzemelő iparvágányok
- Soroksár állomásról kiágazó iparvágányok:
  - Lurdy iparvágány
  - MÜGU iparvágány
  - Rondo iparvágány
  - Taurus iparvágány
- Délegyháza állomásról ágazik ki a Délegyháza-Újbánya iparvágány

## Forgalom

### Személyforgalom
A vonatok 2005. december 11-ig Budapest-Józsefváros, valamint Budapest-Keleti pályaudvarra érkeztek és indultak. Az ekkor bezárt Józsefvárosi pályaudvarra érkező vonatokat átterelték főként a Keleti pályaudvarra, ám a vonal kikerült egy városszéli forgalmas csomóponti állomásra, Kőbánya-Kispestre.
2006. december 10-től a vonal is része az ország keleti felében bevezetett integrált ütemes menetrendnek.
A vonalon budapesti elővárosi viszonylatban napi 19 személyvonat közlekedett Budapestről, Kunszentmiklós-Tassról munkanapokon 19, hétvégéken 17 személyvonat közlekedett egyórás ütemes menetrend alapján Kőbánya-Kispest és Kunszentmiklós-Tass között.
A távolsági vonatok a 2010-es menetrendváltás után ismét a Keleti pályaudvarról indultak.
A távolsági forgalmat oda munkanapokon 8, hétvégente 7, visszafelé munkanapokon és hétvégén is 8 személyvonat bonyolította le, amelyből az egyik Ivo Andrić nemzetközi gyorsvonatként alapmenetrend szerint Belgrád, a jelenlegi menetrend szerint az Újvidék—Belgrád vasútvonal felújítása miatt Újvidékig közlekedett.
A 2013/2014-es menetrendben nem közlekedtek már sebes vonatok.
2014-től a Kunszentmiklós-Tass állomásig, valamint munkanapokon a Budapestről 4:45-kor Kiskunhalasig közlekedő személyvonatok S25-ös viszonylatjelöléssel közlekedtek.
2022 május 1-jétől a felújítási munkálatok megkezdése miatt szünetel a vonat forgalom a teljes vonalon. A vasúti forgalom átmeneti szünetelése miatt az utasok a Volánbusz járatait tudják igénybe venni.

### Áruforgalom
A vonal teherforgalma jelentős volt, erős volt a balkáni nemzetközi- és konténeres teherforgalom. A BILK átadása óta számottevően megnőtt a belső teherforgalom Ferencváros és Soroksár állomás között.
2007-től újból üzembe helyezték a Délegyháza – Délegyháza-Újbánya szárnyvonalat, melyen keresztül homokos-kavicsot szállítottak Magyarország különböző helyein folyó autópálya-építésekhez.

## Járművek
Az ütemes menetrendben közlekedő Kőbánya-Kispest – Kunszentmiklós-Tass útvonalú elővárosi valamint hétvégén a Keleti pályaudvar – Kelebia útvonalú távolsági személyvonatokat 2015 óta Stadler FLIRT motorvonatok továbbítják. Többnyire MÁV V43-as ingavonatokkal és BDVmot motorvonatokkal kiegészítve. Az utóbbi távolsági személyvonatok hétköznap ingavonatokkal közlekednek. A Kunszentmiklós-Tass – Kelebia útvonalú helyközi személyvonatokon szintén FLIRT motorvonatok dolgoznak többnyire a MÁV V43-as ingavonatok és BDVmot motorvonatok mellett. Hétvégén ezen a viszonylaton kizárólag FLIRT motorvonatok teljesítenek szolgálatot. Az ingavonatok összeállítása: MÁV V43-as mozdony+3 db Bhv 20-07 személykocsi+néha BDt 300 vezérlőkocsi. 2015-ig a villamosmozdonyok által vontatott szerelvények néhány vonat kivételével uralkodóak voltak a vonalon. A Keleti pályaudvar – Kelebia útvonalú sebesvonatokon BVmot motorvonatok közlekedtek.